# Advanced Crew Escape Suit

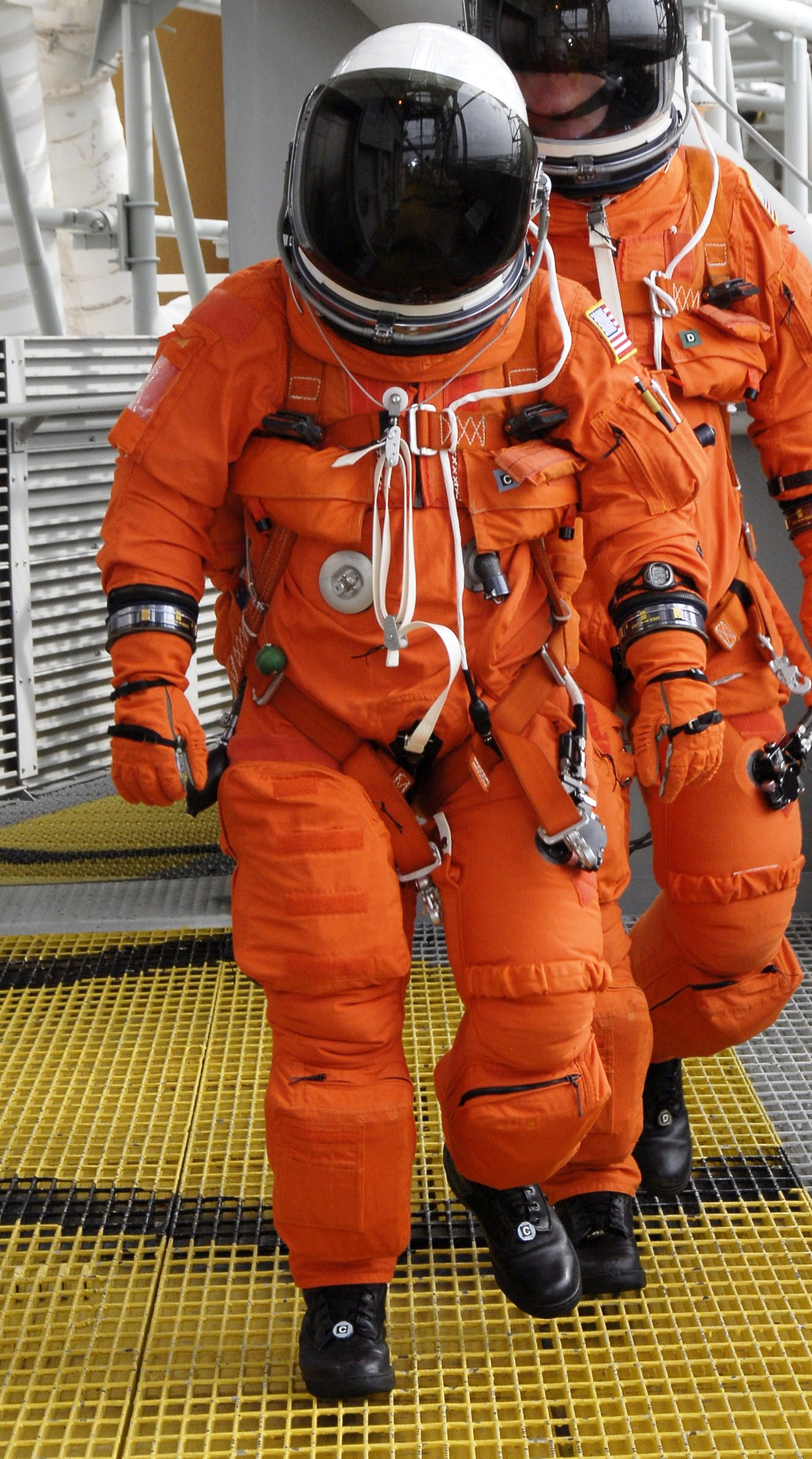
Das ACES (hier im Bild: Ein Mitglied der STS-130)

Der Advanced Crew Escape Suit bzw. ACES (englisch für Weiterentwickelter Besatzungsrettungsanzug)  ist ein Druckanzug, der nach der Challenger-Katastrophe von allen Raumfahrern an Bord der US-amerikanischen Space Shuttles während des Starts und der Landung getragen wurde. Der Anzug war eine Weiterentwicklung der Druckanzüge der SR-71-, X-15- und U-2-Piloten sowie des Launch-entry Suits der NASA. Die Anzüge wurden von der David Clark Company in Worcester (Massachusetts) hergestellt.

## Aufbau
Der ACES bestand aus folgenden Teilen:
- einem einteiligen Druckanzug mit integrierter Druckmembran und Belüftungssystem. Sauerstoff wurde über eine Verbindung an der linken Hüfte und weiter zum Helm über ein spezielles Ventil im Verbindungsring im Nacken zugeführt.  Helm und Handschuhe wurden mit grau-metallischen Schnellverbindungsringen mit dem Anzug verbunden. Das Außengewebe bestand aus Nomex in der Farbe International Orange, einer Mischung aus Gelb, Magenta und Schwarz. Diese auffällige Farbe sollte die Suche nach Raumfahrern etwa bei einer Notwasserung erleichtern.

- einem Helm mit einem feststellbaren Visier und einem schwarzen Sonnenschutz darüber. Eine Kommunikationshaube wurde unter dem Helm getragen. Diese Haube war bräunlich und identisch mit der der russischen Sokol-Raumanzüge. Ältere Anzüge hatten weiße Hauben. Die Haube wurde über einen Stecker im Inneren des Helms mit dem Kommunikationssystem des Space Shuttles verbunden. Ein Entlüftungsventil am hinteren Teil des Helms erlaubte das Ablassen von Kohlenstoffdioxid. Die durchsichtige Frontscheibe wurde mit einem Verriegelungsmechanismus geschlossen, der auch mit Handschuhen einfach bedient werden kann.

- zwei Handschuhen, die wie der Helm mit einem Verschlussring befestigt wurden. Sie hatten dieselbe Farbe wie der restliche Anzug. Die Innenfläche der Handschuhe war texturiert, um die Bedienung der Schalter und der Steuerung der Raumfähre zu erleichtern.

- zwei schwarze Fallschirmspringerstiefel aus Leder mit Reißverschlüssen.

- einem Überlebensrucksack, der vor dem Besteigen des Orbiters angelegt wurde. Dieser enthielt unter anderem einen Fallschirm mit acht Metern Durchmesser, ein aufblasbares Schlauchboot sowie eine Notration Trinkwasser (zwei Liter).[1]